# 筑紫茂門
筑紫 茂門（つくし しげかど、寛永7年（1630年） - 宝永6年12月7日（1710年1月6日））は、江戸時代初期から中期の旗本。筑紫氏の当主。諱は茂門。幼名は三平、通称は左京、左太夫を称す。父は筑紫信門、孫に筑紫従門がいる。小姓組番士や目付などを勤める。米沢藩江戸家老の千坂高房の従兄弟でもある。

## 生涯
父が徳川家綱の御守衆支配であったこともあり、家督相続前から御守衆に列して江戸城二の丸に勤める。慶安3年9月4日（1650年9月29日）に西の丸小姓組番士となり、後に本丸の小姓組番士となる。
延宝元年（1673年）10月21日に家督相続する。
天和2年（1682年）に板倉重種の信濃国坂木藩への転封において、現地に赴いて重種への城引き渡しのことをつとめる。また貞享2年（1685年）2月15日に使番の保科正静とともに当時天領であった越後国高田城で目付のことを勤める。
元禄5年（1692年）に番を辞して小普請となる。父の代に蔵米取りになっていたが、元禄10年（1697年）の元禄地方直により、上総国長柄郡、夷隅郡、山辺郡および伊豆国加茂郡、那賀郡のうち3000石の地方知行に改められる。
宝永元年（1704年）に子の利門が早死にし、自身も宝永6年（1709年）12月に死去。享年80。法名は宗流。家督は孫の従門が継いだ。

## 系譜
- 父：筑紫信門
- 母：千坂高信（安芸、米沢藩重臣）の娘
- 正室：柴田勝興（三左衛門）の娘
- 子女
  - 男子：筑紫利門 - 右近
  - 男子：近山安道 - 近山安高の養子
  - 男子：細井勝里 - 細井勝長の養子
  - 男子：柴田勝陳 - 柴田勝顕の養子
  - 女子：市橋長房室
  - 女子：根来長安室
  - 女子：川口宗分室 - 死別後に松平信言室